# 小公女セイラ
『小公女セイラ』（しょうこうじょセイラ）は、2009年10月17日から12月19日まで、TBS系列で土曜20時台に放送された連続ドラマ。初回は56分拡大の2時間スペシャルとなった。

## 概要
原作はフランシス・ホジソン・バーネットの『小公女』。原作の舞台は19世紀末イギリスの寄宿舎付女学院で、ヒロインは小学生の年齢に該当するが、ドラマでは舞台を現代の日本に置き換え、全寮制女子高等学校の女子高生がヒロインとなる。この枠で主演に女優が起用されるのは『恋空』以来約1年振りである。志田未来はTBSの連続ドラマは初主演で、林遣都はこの作品が連続ドラマ初出演となる。2010年3月3日に本作のDVD-BOXが発売された。

## あらすじ
幼くして母親の薫子を亡くした黒田セイラは、実業家の父・黒田龍之介にインド・ジャイプルで育てられた。
龍之介は、セイラが高校生になった年の秋、娘を妻の母校である日本の全寮制高校・ミレニウス女学院に入学させることを決意。一方、院長の三村千恵子は、セイラの母と元同級生であり、彼女にコンプレックスを抱いていた為、受け入れを躊躇する。しかし龍之介が、セイラと共にミレニウス女学院を訪れ、千恵子にセイラを特別待遇で扱う代わりに学院に多大な寄付を約束したことから、逼迫した学院の経営を立て直す為にも、と受け入れを決意する。
晴れてミレニウス女学院に入学したセイラは、誰に対しても分け隔てなく誠実な態度で接したことから、東海林まさみを始めとする生徒達だけではなく、千恵子の妹・笑美子をはじめとする教師達からも優等生として信頼されるようになる。当初は立場の違いを考慮し、セイラを避けていた学院の使用人、三浦カイトもセイラに洋書をプレゼントされたことに感激する。
しかし、代表生徒（学年首席）の武田真里亜はセイラを妬み、クラスの一匹狼的存在の水島かをりは、セイラと周囲の生徒を冷めた目で傍観。千恵子もかつてのライバル、薫子の面影を持つセイラに苛立ってしまう。そして真里亜から「セイラは誰にも知られずに一人で全員分の朝食を作って、院長が「いつもより美味しい」と言えばセイラの勝利で真里亜と友達になれる」というルールで勝負を挑まれる。そしてセイラは料理を作り始めるが、カイトが現れてしまう。しかし事情を知ったカイトも小沼夫妻の目覚ましを切るなど小沼たちを起こさないよう協力をする。そしてその勝負に見事勝利する。院長は味の感想を小沼夫妻に伝えた。小沼夫妻はカイトが料理を作ったと思いカイトに詰め寄るが、すぐにセイラが現れて調理場を勝手に使ったことと自分が料理を作ったことを伝えたため、小沼は料理人としてのプライドを傷つけられてしまった。
それからしばらく経ち、セイラの16歳の誕生日が訪れた。父の要望もあり、歓迎会を兼ねたパーティーが開かれる。パーティーは順調だったが小沼夫妻の厨房に電話がかかってくると院長は小沼に呼び出され電話を受け取る。その後会場に戻ると怒り狂ってめちゃくちゃにしてしまう。
そして院長はセイラを院長室に呼び出す。そこでセイラは千恵子から信じがたいことを聞かされる。それはインドからの電話で、父の龍之介がダイヤモンド鉱山で事故死したのだ。そして鉱山では父の他にも多くの人が事故死し、それが父の会社の責任となり、黒田家の財産は全て凍結された。セイラは無一文になり、寄付の約束も破談になった…と。
翌朝、千恵子からセイラに「このまま学院に居たいのなら、学院の下働きとして働くように」と命令が下る。セイラは生徒から使用人へと身分が変わってしまう。そしてこれまで自分の存在で不愉快な思いをしてきた人々から、いじめられるようになる。
唯一の身寄りをなくし、学院一の大富豪から無一文の使用人へ。そしてそれ以上の困難が襲うことになる。そんなセイラに、再び光は訪れるのだろうか…。

## キャスト
ドラマでは設定上、原作の主要人物以外のキャラクターの多くがドラマオリジナルとなっている。

### 主要人物
黒田 セイラ（くろだ セイラ） - 志田未来（幼少期：中山凛香）
主人公、15→16歳。インドで育ったお嬢様。原作のセーラ・クルーに相当する。
両親共に日本人で日本国籍だが、高校入学まで生まれ育ったインドから出国したことがなかったらしい。幼い頃に母を亡くし、父に大事に育てられてきた。やや勝気だが天真爛漫で、誰に対しても公平に接する。口癖は「女の子は誰でもプリンセス」で、これは亡くなった母の口癖。母親の母校であるミレニウス女学院に入学し、多額の寄付金を条件に最高級の待遇を受ける。更に、優秀でありながらそれを鼻にかけない、礼儀正しい振る舞いから同級生や生徒に慕われ、使用人のカイトにも心を寄せられるようになる。しかし、自分のコンプレックスを刺激された真里亜や小沼、母親の同級生でもあった院長・千恵子からは嫉妬され、一匹狼のかをりからは冷ややかな目で見られる。誕生日会の当日、父親がダイヤモンド鉱山で事故死し、その責任を問われたが為に財産も凍結された上に、寄付金の話も破談になり、一文無しとなった。手のひらを返したように冷たくなった院長に、残りたければ下働きとして働くよう命じられ、使用人になる。立派な個室から寒くてベッドしかない屋根裏部屋へ移動になり、一着の黒いワンピース以外は取り上げられる。過酷な労働と、自分の存在で不愉快な思いをした院長、小沼、真里亜による壮絶ないじめにより心身共に疲弊していくが、心の支えとなってくれるカイトやまさみ、亜蘭の存在と、母親の口癖を胸に奮闘して行く。使用人になってからも、院長や真里亜相手に自分の正論を主張する。最後は財産の凍結も解除され、幼い頃自分の家に出入りしていた資産家・栗栖に引き取られてミレニウスの裏の屋敷に住むことになる。また生徒としてミレニウス女学院に再入学するとともに学院のオーナーにも就任、高校進学を目指す為に学院を去ることを決めたカイトと屋根裏部屋で再会し、愛の告白をしたカイトに応え相思相愛となった。卒業時には総代に選ばれ、まさみと共にロンドンの大学に留学することになった。処刑される直前もプリンセスとしての心を忘れなかったマリー・アントワネットに憧れている。幼い頃から家庭教師にフランス語を習っていたためフランス語が得意で亜蘭とはよくフランス語で雑談をする。そのため使用人に身分が移る前の生徒時代にはフランス語の最初の授業では千恵子に対して「フランス語の授業は受けないといけないのでしょうか？」「私には必要ない」と発言し、苦手なものはやらないというスタンスの発言と誤解され叱られてしまい、饒舌なフランス語を披露して家庭教師にフランス語を習っていたことを亜蘭に伝えると千恵子から「さっきの（フランス語を必要ないと言ったこと）は何だったんですか？（的外れな説教をさせて）私に恥をかかせたかったのですか？」と怒りを露わにされるが、やり取りを聞いていた亜蘭が千恵子に対して「初歩的なフランス語は必要ないと言いたかったのではないか」とフォローし、怒りを半減させた。
なお、栗栖がセイラの屋根裏部屋を装飾した際にはクリスマスツリーが飾られており、その後まもなく引き取られたため12月頃にお嬢様に戻ったと考えられる。
髪型は入学当初はストレートのハーフアップ、使用人時代はお下げ、再入学後はパーマをかけたハーフアップ。
三浦 カイト（みうら カイト） - 林遣都
18歳。ミレニウス女学院の使用人。ドラマオリジナルキャラクター。原作ではベッキーに相当する。
家が貧しいことを理由に一旦、進学した全日制高校を中退。定時制高校に通っても良いと言う条件で働いているが、実際は過酷な労働に疲弊し内心では高校通学を諦めていた。ある夜に高校生が捨てた教科書を拾って読んだことで英語教師になるのを夢見ており、亜蘭のような教師になりたいと思っている。セイラが来る前はただ黙々と仕事をこなしていただけだったが、誰も自分に目を向けない中、セイラだけは声をかけたり、洋書をプレゼントしてくれたことから希望を取り戻すようになる。真里亜にセイラを無視したら高校に行かせてあげると言われ、一度は指示に従ってしまうが、その後生徒にトマトを投げつけられたセイラを庇い「あなたの金で高校には行きたくない」と真里亜に主張する。過酷な労働と周囲の仕打ちに疲弊するセイラの心の支えとなり、女学院の修学旅行でセイラと共に留守番を任された際に実家に連れて行くなどする。真里亜にはセイラ共々良く思われていなかったが、セイラとともに亜蘭からはその真面目さを高く評価されており、勉強を教えてもらったこともあったが、真里亜の密告によって亜蘭が解雇されたことで一旦は振り出しに戻る（その際、周囲には千恵子の手で破られたと思われるノートがあった）。最終回ではセイラに愛の告白をし、自力で定時制高校に行って教師になる夢を叶えようとする。
亜蘭 由起夫（あらん ゆきお） - 田辺誠一
フランス語教師。ドラマオリジナルキャラクター。アニメ版『小公女セーラ』に登場するフランス語教師、デュファルジュ先生に似た面がある。
いつも明るく、おっとりしているが、どこか謎めいていて、生徒たちからはさまざまな憶測が飛び交う。勉強熱心なカイトとセイラを評価し、家庭教師として生徒でなくても交換日記形式で宿題を出したり本をプレゼントする等して熱心に指導するが、それを偶然知った真里亜が院長に密告し、学院を解雇された。セイラに関しては、フランス語の堪能さや勉強姿勢だけでなく、不器用ながらも清く正しく生きようとする姿も評価している。よくフランス語で雑談する。最終回に学院に現れ、実はノーブル学園の理事長であることが発覚し、千恵子と笑美子をその学園の教師にならないかと誘う。幼稚園児の頃、遠足で迷子になった際に修学旅行中だった千恵子とセイラの母に会い、以後度々千恵子に勉強を教わっていたというエピソードがある。その頃千恵子が自分に、ミレニウスで素敵な女性を沢山育てたいという夢や、明るくて可愛くて優秀な薫子に対するコンプレックスを自分に話していた。幼い頃、外国人のような苗字を友達にからかわれていた為、苗字を「吉田」と名乗っていた。
東海林 まさみ（しょうじ まさみ） - 岡本杏理
16歳。女学院生徒。原作のアーメンガード・セントジョンに相当する。
鈍臭くて周囲にバカにされていて、親への手紙も愚痴ばかりだったが、セイラに救ってもらってからはセイラを崇拝するようになる。生徒でなくなってからも度々仕事後に部屋を訪れ、お喋りやお菓子の差し入れをする。フランス語のスピーチの件で怒り心頭に発した真里亜に無視やトマトの投げつけを強要され、指示に従ってしまうが、その後セイラに詫び、友達に戻る。また、物語後半では、セイラに「いつもあなたが正しいとは限らない」と諭したり、セイラが置き手紙を残して学院を去った際には置き手紙を突きつけた上で真里亜に「（セイラがいなくなって）満足？真里亜」「大嫌い、あなたなんて」と言い放って平手打ちする等の芯の強さを見せるようになる。いつも髪を三つ編みにしていて、リボンの色は毎回違う。
幼い頃に実の両親を事故で亡くしており、養女である。血は繋がっていないながらも養父母からは大事にされていて親子仲は良い様子。卒業後はセイラとともにロンドンの大学に行く。マドレーヌが好物。
水島 かをり（みずしま かをり） - 忽那汐里
16歳。女学院生徒。ドラマオリジナルキャラクター。
他人に同調することを嫌う一匹狼的な性格で、クラスメイトと距離を置く。周囲から崇拝されるセイラを冷ややかな目で見ていたが、セイラが使用人になってからは、淡々としながらも温かい助言をする。周囲のくだらない噂話には興味を示さないものの、プリンセスの心を忘れないセイラの姿勢や動向は気にしている。また、真里亜に「権力と人望を兼ね備えている人間はいない」と主張する堂々とした性格。セイラのいじめに関しては加担する訳でも止める訳でもなかったが、物語終盤では真里亜に「もう止めなよ」と注意した。無表情で何を考えているか分からないが、セイラがトマトを投げつけられていた時や真里亜に注意しても改善の姿勢を見せなかった時には怒りの表情を見せる等、人間味のある面もある。実は成績トップクラスだが目立つのを嫌い、わざと間違えて3番を取っていたがそれをセイラに最終回で指摘され、堂々と勝負することを約束した。大学生の兄がいる。ストレートのロングヘア。
武田 真里亜（たけだ まりあ） - 小島藤子
16歳。女学院生徒。原作のラビニア・ハーバードに相当する。本名は「寛子（ひろこ）」だが、古臭い名前だと嫌っているため「真里亜」と名乗っている。
プライドが高くてわがままで気が強い。学院の代表生徒で学院一のお嬢様、優等生であるためにはどんな根回しや努力も辞さない。セイラが来る前までは代表生徒で成績もルックスも家柄も1番だったが、優秀で最高級のを受けるお嬢様で、先生や生徒からちやほやされるセイラにコンプレックスを刺激される。生徒でなくなったセイラに水をかける、トマトをクラス全員に投げつけさせる、使用人やまさみに無視を強要する等の壮絶ないじめを行う。生徒でなくなってからもフランス語のスピーチやロミオとジュリエットの演技でセイラの方が周囲に評価されることに怒りを覚えている（中でも自分の価値のなさを認めるまで無視を強要し、認めても全員にトマトの投げつけを命令したフランス語のスピーチには取り分け怒りを感じている模様）。しかしながら、セイラが自分の看病をして以来、彼女へのいじめも減り、セイラ失踪騒動の時には「私は（セイラは）帰ってくると思う」と言い放ち、セイラが学院に戻って来た際に「何だ、帰って来たんじゃん」と言い微笑んだり、セイラに悪態をついたゆかりに対して代表生徒として叱責する様子も見せたが、授業参観に来ないよう父親に釘を刺したにも関わらずセイラに連れられる形で勝手に授業参観に来た件でセイラと口論し、反論された事で怒りを募らせ以前の関係に戻ってしまい、挙げ句の果てには「死ねば良いのに」とまで言い放つようになる。本人の意向通りセイラが置き手紙を残して学院を出て行き、それに憤慨したまさみに「満足？」と聞かれた際には、怒った顔で目を背けて「そうね」と答える等、内心は複雑な模様。父親はミラノで仕事をしているが、年老いていて服装もお洒落ではないため授業参観や入学式には来ないよう釘を刺していた。セイラが寄付金により特別待遇を受けていたことを知り、親に多額の寄付金を命じて個室に移り、セイラを自分専用の召使いにし、「自分はいつでもセイラを首に出来る」と公言するが、自分の要求を呑んだ後は再び取り巻きと同じ相部屋に移っている。生徒として復学したセイラに、高圧的な口ぶりは相変わらずだが、これまで行ってきた仕打ちについては謝罪し、良きライバルとして認めた様子。いつも頭にピンクのリボンをつけていてパーマをかけている。靴はヒール。
黒田 龍之介（くろだ りゅうのすけ） - 谷中敦（東京スカパラダイスオーケストラ）
セイラの父親。原作のラルフ・クルーに相当する。インドを拠点に巨万の富を築いた大富豪。セイラに対して少々甘い面がある。セイラの教育の為、妻と同じミレニウス女学院に入れようと考える。多額の寄付金を条件に千恵子に最高級の待遇を約束させる。そしてセイラとの別れ際にセイラから「危険な現場には絶対行かないでね」とお願いされ約束するもこれがセイラとの最後の会話となった。そしてセイラとの約束を破ってダイヤモンド鉱山に行き、そこの事故で死亡してしまった。
黒田 薫子（くろだ かおるこ） - 黒川智花
セイラの母親。ストーリー開始時点で既に故人。ミレニウス女学院のOGで、千恵子の元同級生。良くも悪くもセイラと千恵子に大いに影響を与えた女性。少女時代に両親を亡くし、祖父母に育てられている。「女の子は誰でもプリンセス」が口癖で、どんな状況でも誇り高く正論を持って生きることが正しいとしている。皮肉にもそれによってコンプレックスを受けた千恵子が、薫子の影響を受けたセイラを嫌い抜く悲劇を招く。千恵子が薫子に似たセイラの姿を見る度に、過去の自分と薫子を重ね合わせる回想シーンで度々登場する。女学院の生徒時代は色々な国に住んでみたいと思っていた。祖父の決めた婚約者がいたが自分で恋の相手を探すと公言しており、それが竜之介であったかどうかは不明。
小沼 誠一郎（こぬま せいいちろう） - 大和田伸也
ミレニウス女学院の料理人。アニメ版『小公女セーラ』でのジェームズに相当する。原作では同名の使用人の名が記されている著書もあるが、キャラクター設定は曖昧。
料理人だが食にはあまり興味がなく、怠け者で自己中心的な面があり、無趣味でギャンブル一筋。料理の腕もセイラの方が良いという有様。セイラの入学直後に、真里亜がセイラに『みんなに内緒で料理を作り、何も知らない院長が「いつもより凄く美味しい」と言えばセイラの勝利』というルールで勝負を仕掛け、セイラが勝利した。その為、院長が小沼に凄く美味しかった旨を伝えられた時は小沼の料理よりセイラの料理が美味しいと判断され、料理人としてのプライドを傷つけられた。これの逆恨みもあるのか、セイラが使用人になると怒鳴り散らし、こき使うようになった。しかし、「嫌々やっているから身につかない」など正論を言うこともあり、怒鳴りつける頻度も妻ほどでは無い。セイラが仕事に慣れてきてからは、どんな仕事も懸命にこなすひたむきな姿に触発されたのか、彼女やカイトに対し気遣う素振りをみせたり、院長らの修学旅行中にカイトの実家に遊びに行って学院の留守番を怠ったことが原因で院長から出ていくように言われたセイラから「お世話になりました」と言われた際は笑顔で「じゃあな」と言うなど、最初ほどの悪態や体たらくは見せなくなった。後にミレニウスのオーナーとなったセイラの意向で、一流シェフの厳しい指導を受けるが、その甲斐あって料理人としての自覚を持つようになり、最後は晴れやかな笑顔で真面目に働くようになった。
小沼 日出子（こぬま ひでこ） - 広岡由里子
誠一郎の妻。アニメ版『小公女セーラ』でのモーリーに相当する。原作では「エムマ」と表記されているものもあるが、キャラクター設定は曖昧。
きつい性格でセイラやカイトに対して八つ当たり気味に指示を出すが、セイラに対して「自分を不幸だと思うのは、今までそこにいた私たちを見下すことになる」等の指摘をしたり、院長に対してセイラの扱いの考慮を進言するなど、夫同様に根っからの悪人ではない。ただセイラに怒鳴り散らす回数はどちらかというと誠一郎よりも日出子の方が多く、同じ女性としての嫉妬心を抱いてる節が見られる。勤め人の娘で朝から晩まで労働するはずではなかったのに結婚相手を間違えたからこうなったと愚痴をこぼしたり、夫に対して「カイトが一人前になったらあんたはいらない」とまでぞんざいに言い放つものの、今更離婚しても仕方ないとも思っている。何もない屋根裏部屋にいるセイラやカイトと比較して、小沼夫人は生徒程ではないが立派な部屋をもらっている。
担当は掃除や洗濯。後に夫婦揃って厳しい指導を受けるが、誠一郎のように職業意識や性格が改善された様子は見られず、うんざりした様子で「（こんなことになるなら）セイラにもっと優しくしておけばよかった」と虫の良過ぎる愚痴を零していた。
三村 笑美子（みむら えみこ） - 斉藤由貴
千恵子の妹で、古文教師。原作のアメリア・ミンチン（アメリア嬢）に相当する。
ミレニウス女学院のOG。明るく能天気な性格。礼儀正しくて優秀なセイラを評価し、生徒でなくなってからも気にかける。千恵子にセイラの待遇改善を求め、いじめられていることも伝えるが取り合ってもらえない。千恵子と薫子の関係を知らないため、何故千恵子がセイラをそこまで嫌うのか理解出来ない。夜に自分の部屋でお酒を飲みながらテディベアに愚痴をこぼし、姉に逆らえない鬱憤を晴らしている。話し方が支離滅裂で、千恵子曰く「とても国語の教師とは思えない」。お菓子が好きで勤務中も食べている。毎年授業参観であり得ないような大失態をして父兄の評判になっている。亜蘭を意識していてアプローチをかけるが相手にされない。路美の世話の時にセイラに対して恩に着せる様な発言も見られた。最終話では、ついに溜まった鬱憤を爆発させるように千恵子のセイラに対する仕打ちを批判し「セイラさんに優しくしたら？って言って来たのにあなた全部無視！」「優しくしてあげれば、学院の危機を乗り越えられたんじゃないの？」「どうなのよ、三村千恵子！」と一喝した。
三村 千恵子（みむら ちえこ） - 樋口可南子（少女期 - 溝口まりも）
ミレニウス女学院の院長。原作のマリア・ミンチン（ミンチン院長）に相当する。数学の教員免許を持っている。
妹同様、学院のOGでセイラの母、薫子の同級生。明るくて可愛くて優秀な薫子にコンプレックスを刺激されていたことから、薫子の娘で面影のあるセイラの存在を入学当初から不愉快に思っていた。多額の寄付金を条件に最高の待遇で扱うが、一文無しの使用人になってからは持ち物を全て差し押さえて何もない屋根裏部屋に追いやり、理不尽に厳しい仕打ちを行い生徒によるセイラのいじめも黙認する。学院の生徒時代は、学院の教師になって素敵な女性を育てることを夢見ており、必死に勉強して首席で卒業した。お金持ちでなくてもミレニウスの教育を受けられるようにしたいと思っていた。しかし教師を経て院長になり、学院の経営が火の車になってからは寄付金の額で対応を変える人間になってしまった。自分にも他人にも厳しい。教育者だから財産も身寄りもないセイラを置いていると言うが、金持ちには媚を売って逆らえず、個人的な理由でセイラをしつこく嫌い抜く等、人格はかなり歪んでいる。
最終話では、学院存続の危機に陥り今までの仕打ちを笑美子に叱責され絶望していたところを、財産の凍結解除により学院を買い取り最終的にオーナーになったセイラから「学院の経営には関わらない」ように要求されたことで、名目上の院長兼一教師としてやり直すことを決め、再び教壇に立つようになった（本人はホッとした様子で、生き生きと授業をしていた）。

### ミレニウス女学院生徒（並び順は50音順）
朝比奈 真琴（あさひな まこと） - 高月彩良
亜蘭のファンで噂をよく知っている。そのため、いつも色々な噂を生徒に流している。セイラが栗栖の家に入っていったことを、自分の手紙をポストに出しに行く時に見つけ、皆に報告した。
新田 春美（にった はるみ） - 増山加弥乃
真里亜の取り巻きの1人。席が隣で同室で、いつも行動を共にする。いつも長い髪を下ろして水色や白のリボンを頭につけている。パジャマは赤。真里亜の顔色をうかがい、渋々ではあるがセイラいじめに加担するも、自分や真里亜の父親の前では礼儀正しいレディーを演じている。
セイラが生徒兼オーナーとして復学すると、これまでのいじめに対する報復が来ることを恐れ、一転して彼女を畏怖する様になる。
本庄 杏子（ほんじょう きょうこ） - 朝丘マミ
真里亜の取り巻きの一人。原作のジェシー、ガートルードに相当する。真里亜の顔色を伺って、棒読みではあるが一緒になって暴言を吐く。しかし自分や真里亜の父親の前ではいい子ぶっている。いつも髪をツインテールにしていて先端を巻いている。真里亜とは隣の席で部屋も一緒。
真里亜がクラス全員にトマトの投げつけを強要した際、もう1人の取り巻きの手を引っ張った上で一番にやった。セイラが生徒兼オーナーとして復学すると、春美同様に報復を恐れて萎縮する。
川原 比奈子（かわはら ひなこ） - 篠原愛実
髪をツインテールにして黄色のリボンを付けている。席が隣のまさみとは同部屋でもある為、一緒にいることが多い。セイラが戻ってきた時、直接謝った。
熊谷 綾（くまがい あや） - 池田愛
生徒たちの中で唯一、メガネをかけている。
小柳 あゆみ（こやなぎ あゆみ） - 石橋菜津美
『ロミオとジュリエット』の劇で、主役のロミオを演じた。
桜井 ナナ（さくらい ナナ） - 岸井ゆきの
清水 尚美（しみず なおみ） - 菊里ひかり
三つ編みにした髪で頭を巻き、なおかつ後ろ髪の一部を結んでいる。割と発言が多い。
神宮 りおん（じんぐう りおん） - 指出瑞貴
三つ編みにした髪を輪のようにした髪型が特徴。院長が亜蘭に解雇を告げたことを、院長室の扉の外で真琴と共に聞き、皆に報告した。
中谷 美鈴（なかたに みすず） - 西崎莉麻
堀場 玲（ほりば れい） - 中村有沙
外巻きの髪型が特徴。栗栖家に入るセイラを、真琴と共に見つけて皆に報告した。
森川 瑞希（もりかわ みずき） - 増元裕子
生徒たちの中では一番の長身。
横尾 満美子（よこお まみこ） - 麻生夏子
真琴、比奈子、かをり、まさみ、真里亜と共に、セイラに悪態をついたゆかりに直接抗議した6人の生徒の中の1人。
横田 ケイ（よこた ケイ） - MIO
メイとは双子。
横田 メイ - YAE
ケイとは双子。

### その他の人物
武田 寛（たけだ ひろし） - 不破万作
真里亜の父親で、成り上がりの大富豪。かなり年を取っている。真里亜の本名である「寛子」は彼の名前から付けられている。性格は純朴で愛情深いが、娘には甘い一面がある。参観日に来ることを拒否された娘に会いたい一心で覗き行為をしていたのを、カイトと小沼に変質者と勘違いされ取り押さえられたが、事情を知ったセイラの説得で解放され学院を案内された。
武田 きよ - 松本じゅん
真里亜の母親。夫同様にかなり年を取っていてお世辞にも美人とは言えない。1人娘の真里亜にはやはり弱い。
田所 ゆかり（たどころ ゆかり） - 日向千歩
カイトの幼馴染の高校生。カイトの家族とも親しい。カイトに連れられて来たセイラに「幼馴染で婚約者」と言って対抗心を見せる。
その後、ミレニウス女学院に短期間のバイトで雇われ、その真面目な仕事ぶりから小沼夫婦にも気に入られる。しかし、裏ではセイラを徹底的に妨害するのみならず、ミレニウス女学院を「親が金持ちだけの集まり」と罵倒し、千恵子が身に付けていた総代の証であるブローチを盗んでゴミ箱に捨てたりしていた。最後はブローチを盗んだ件で言い合いになった末、セイラから痛烈な平手打ちを食らうというしっぺ返しを受け、その意図返しとしてカイトに「あの子は別世界の人だよ」と言い残し逃げるように去って行った。
栗栖 慶人（くりす けいと） - 要潤
ミレニウス女学院の裏側の屋敷に住む青年。原作のトム・クリスフォードに相当する。名前の由来も原作の同名から。
彼が大学時代に放浪の旅にインドでセイラの父・龍之介と知り合い、半年ほど黒田家に滞在。龍之介の訃報と資産凍結の件を知り、インドへ向かい、事故が黒田家の責任ではないことを突き止めた上で帰国後にセイラを探し出す。最終回では、学院を出て行き教会で眠っていたセイラを救出。彼女を連れ戻そうとした千恵子に黒田家の資産凍結解除を告げる。そして柏原にセイラを託すと、仕事の関係でアフリカに旅立った。
柏原（かしわばら） - 小泉博
栗栖家の執事。栗栖から「世界一の執事」と評されるほど優秀な執事。

### ゲスト

#### 第5話
三浦 良夫（みうら よしお） - 半海一晃
カイトの父親。病弱な為、働けない体となっている。
三浦 友子（みうら ともこ） - 荒木由美子
カイトの母親。病気で仕事ができない夫に代わり、一人でカイトと隼人を育てた。学院に戻るセイラに、胡桃の蜂蜜煮をプレゼントした。
三浦 孝子（みうら たかこ） - 花原照子
カイトの祖母。カイトに故郷に戻って来るように勧めた。
三浦 隼人（みうら はやと） - 貴島康成
カイトの弟。ゆかりに頭をなでられ「気持ち悪い」と言って逃げた。

#### 第6話
鈴村 隆（すずむら たかし） - 安田顕
路美の父親。ミレニウス女学院のOGで、笑美子の同級生だった妻とは2008年頃に死別。娘と共にロンドンで暮らしているが、仕事で一時帰国。仕事が終わるまで路美を学院で預かって欲しいと院長に頼む。その後、仕事が終わって娘を引き取りに来た時に、娘から頼まれ院長にセイラを学院に残すことを条件に、多額の寄付を申し出た。
鈴村 路美（すずむら ろみ） - 春日香音
隆の娘。原作のロッティ・レイに相当する。
父親に置き去りにされた途端、泣き叫びながら暴れ回った。孤独な自分を受け止めてくれたセイラにのみ心を開き、彼女を母親のように慕い「セイラママ」と呼ぶ。食事や買い物、寝る時も常にセイラに同行し、離れていると大声で泣き出す。素直な性格の少女。

#### 第7話
女主人 - ふせえり
パン屋のおかみ。原作のブラウン夫人に相当する。学院を追放されてお腹を空かしているセイラにパンを恵んだ。
幼い兄 - 鯨井未呼斗
お腹をすかせた少年。ドラマオリジナルキャラクター。セイラにパンを恵んでもらった。しかし、その後の生活・消息は不明。
幼い妹 - 中島まりな
お腹をすかせた少女。原作のアンヌに相当する。兄と同様、セイラにパンを恵んでもらった。しかし、その後の生活・消息は不明。
なお、アンヌは原作ではその後、ブラウン夫人に引き取られる。
院長先生 - 浅丘ルリ子（特別出演）
生徒だった頃の薫子と千恵子が卒業した時の院長。回想シーンのみの登場。

#### 第8話
東海林 君枝（しょうじ きみえ） - 石野真子
まさみの養母。幼い頃に両親を亡くしたまさみを養子として引き取った。参観日に、セイラのおかげでまさみが明るくなったとお礼を言う。まさみが幼い頃、マドレーヌを好きだったことを覚えていて、時々送ってきていた。
東海林 忠男（しょうじ ただお） - 緋田康人
まさみの養父。幼い頃に両親を亡くしたまさみを養子として引き取った。
水島あきら - 市川知宏
かをりの兄。大学生。

#### 第9話
立石 慎二（たていし しんじ） - ムロツヨシ
警備会社の人間として「学院の安全警備確認」という名目で学院に入り、学院内をセイラに案内された。だが実際は、フランスで宝石商を営んでいる実業家の秋津という男性から娘を特別待遇扱いで学院へ入学させる代わりに多額の寄付を約束することを条件に依頼され、学院の内部調査をしに来ただけに過ぎず、その過程で元生徒であるセイラが不遇な生活をしているのを知ることになる。その後、秋津にそのことを報告し秋津本人から千恵子に娘の学院への入学辞退を告げた。

## スタッフ
- 原作：フランシス・ホジソン・バーネット
- 脚本：岡田惠和
- プロデューサー：磯山晶
- 音楽：村松崇継
- 音楽プロデューサー：志田博英
- 演出：金子文紀、吉田秋生、中井芳彦
- 制作著作：TBS

## 主題歌
- UVERworld 「哀しみはきっと」（gr8!records）

## 放送リスト
| 各話                                                      | 放送日          | サブタイトル | 演出     | 視聴率 |
| --------------------------------------------------------- | --------------- | --- | -------- | ------ |
| 第1話                                                     | 2009年 10月17日 | みんなが涙した世界の名作! 超お嬢様が召使いに… 泣いたりしない。だって女の子は誰でもプリンセスなんだから… どんな逆境にも強く正しい姿に家族皆で感動して下さい | 金子文紀 | 7.4%   |
| 第2話                                                     | 10月24日        | 学院一自慢の生徒は使用人 | 吉田秋生 | 8.0%   |
| 第3話                                                     | 10月31日        | お姫様の友達はネズミだけ | 吉田秋生 | 7.8%   |
| 第4話                                                     | 11月07日        | 主演女優は私よ! | 金子文紀 | 7.6%   |
| 第5話                                                     | 11月14日        | 二人だけの修学旅行の夜 | 金子文紀 | 6.0%   |
| 第6話                                                     | 11月21日        | 小悪魔系天使あらわる! | 吉田秋生 | 8.4%   |
| 第7話                                                     | 11月28日        | 誰も盗めない宝物 | 中井芳彦 | 8.4%   |
| 第8話                                                     | 12月05日        | 魔法のようなプレゼント | 金子文紀 | 7.0%   |
| 第9話                                                     | 12月12日        | 彼女を救うのはだれだ? | 吉田秋生 | 9.8%   |
| 最終話                                                    | 12月19日        | 奇跡の大逆転! 美しき復讐が始まる | 金子文紀 | 10.9%  |
| 平均視聴率8.13%（視聴率は関東地区・ビデオリサーチ社調べ） |                 | |          |        |

## 漫画
- 田中美菜子によるドラマ版のコミカライズ（全2巻、辰巳出版）
  1. ISBN 978-4777807413
  2. ISBN 978-4777807420